# José Pons Gracia
José Pons Gracia (Valencia, 14 de marzo de 1945-ibídem, 6 de abril de 2017) fue un futbolista español que jugaba en la demarcación de delantero.

## Biografía
Empezó a formarse como futbolista en las categorías inferiores del Levante UD. Finalmente en 1964 subió al primer equipo cuando aun contaba con 18 años, siendo el jugador más joven en debutar con la elástica blaugrana. Tras su primera temporada en el club, descendió a Segunda División, donde jugó hasta 1967. Tras tres años en el equipo, fichó por el CD Málaga. Durante las seis temporadas que jugó en el club andaluz, lo hizo en Primera División, excepto un breve paso por la temporada 1969/70 que lo hizo en la segunda categoría del fútbol español. Tras volver al Levante en 1974, finalmente colgó las botas.
Falleció el 6 de abril de 2017 en Valencia a los 72 años de edad.

## Clubes
| Club         | País   | Año       | Partidos | Goles |
| ------------ | ------ | --------- | -------- | ----- |
| Levante UD   | España | 1964-1967 | 57       | 14    |
| CD Málaga    | España | 1967-1974 | 93       | 18    |
| Levante UD   | España | 1974-1975 | 15       | 0     |
| Ontinyent CF | España | 1975-1976 |          |       |